# Rio del Malpaga
Le rio (del) Malpàga est un canal de Venise dans le Dorsoduro (Sestiere de Venise).

## Toponymie
Malpàga provient du surnom du capitaine général des galères Fantino Michiel (circa 1350-1434) qui avait construit au XVe siècle le Palazzo Michiel di Malpaga (au 202). 
Il est dit  que ce surnom provenait du fait qu'il soutira une dîme à la paye (d'où malpaye) de ses galériens pour payer le château Galioto près de Raguse en 1425, après avoir fait la paix avec Amurath.

### Palais Michiel Malpàga
Le palais Michiel Malpàga était un édifice gothique situé à l'embouchure du rio Malpaga dans le Grand Canal.
D'après un dessin de Francesco Guardi (1712-1793), le bâtiment comptait quatre étages; il fut démoli au XIXe siècle, d'après 
Elena Bassi (1911-1999). En 1828, il ne subsistaient que les fondations et quelques pans du mur avec la porte d'eau sur le Grand Canal, d'après une gravure de Dionisio Moretti (1790-1834). Dans les premières années du XXe siècle, une entreprise de céramique artistique, propriété du peintre Raffaele Carbonaro (1871-1914) et du sculpteur Achille Tamburlini (1873-1920), s'est installée sur les anciennes fondations du Palazzo Michiel Malpaga. 
Ensuite, Ernesta de Hierschel (1854-1926), épouse Louis Antoine Stern, un juif parisien très riche, construisait l'actuel palazzetto Stern dans le style néo-gothique-byzantin sur ce terrain.

## Description
Le rio Malpàga a une longueur d'environ 430 mètres. Il relie le rio dell'Avogaria en sens est-nord-est avec le Grand Canal. Il accueille le  della Toletta et le rio delle Eremite.

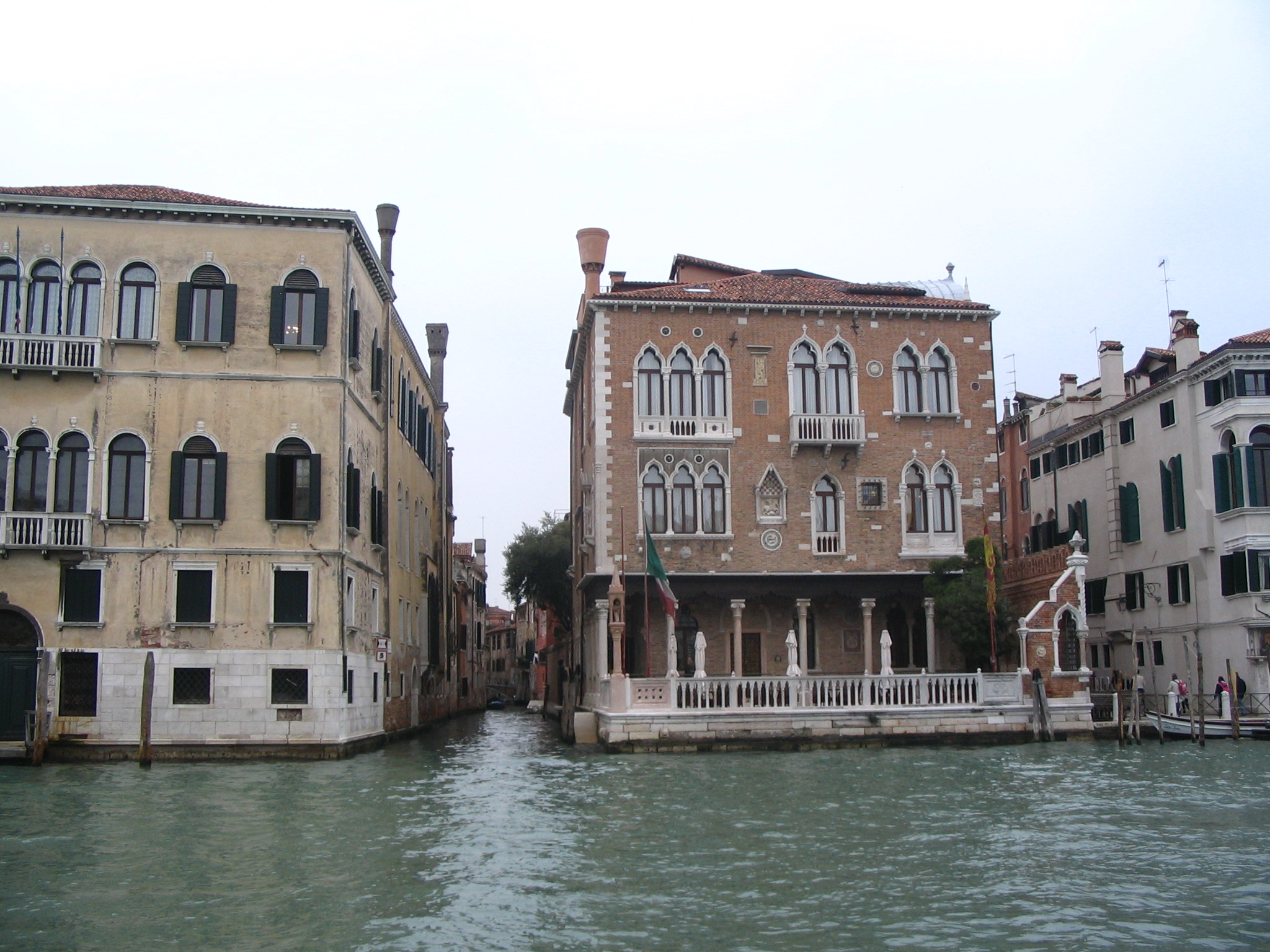
Ce rio débouche sur le Grand Canal entre le petit palais Stern(it) et le palais Moro
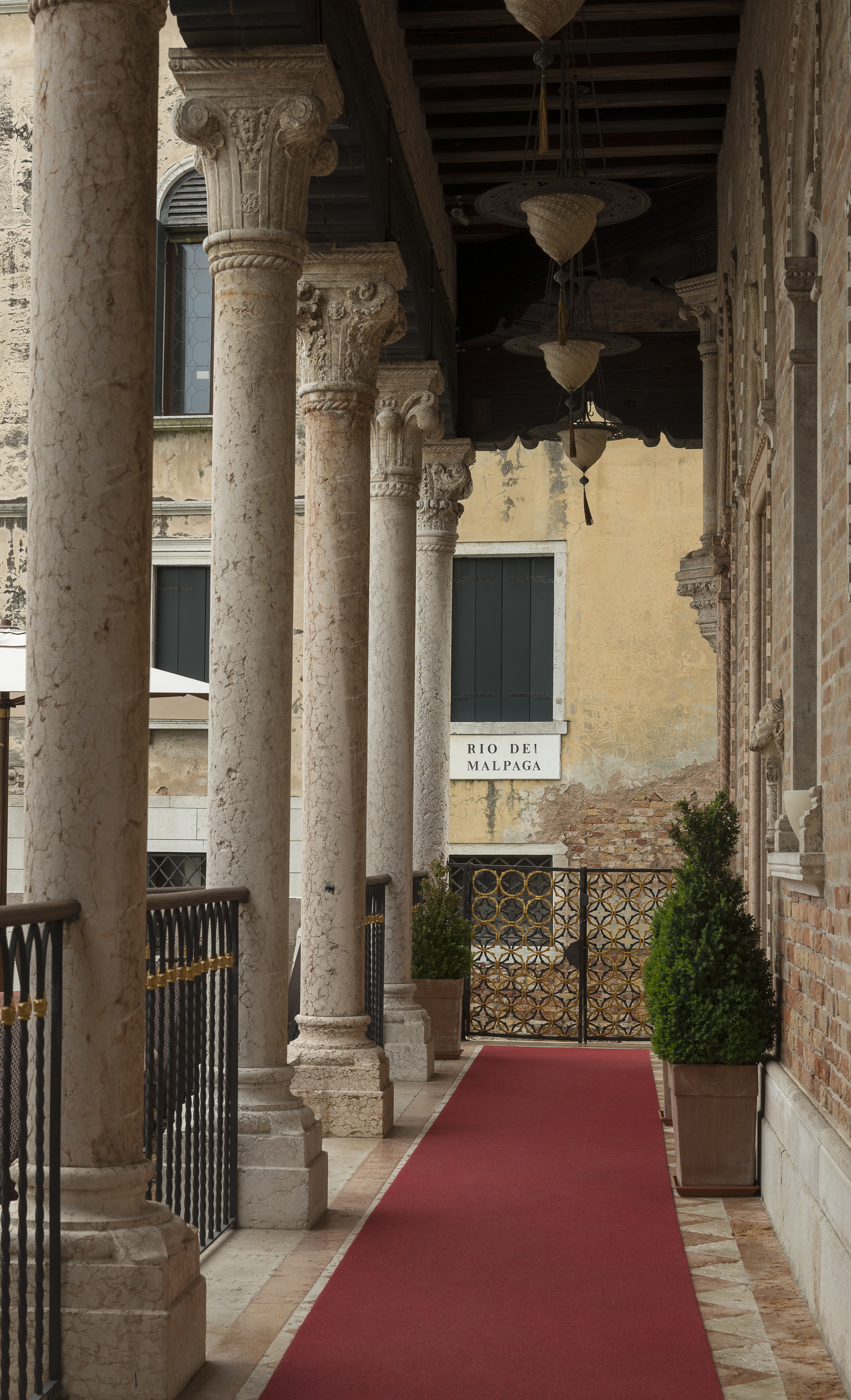
La plaque à l'abouchement du Grand Canal
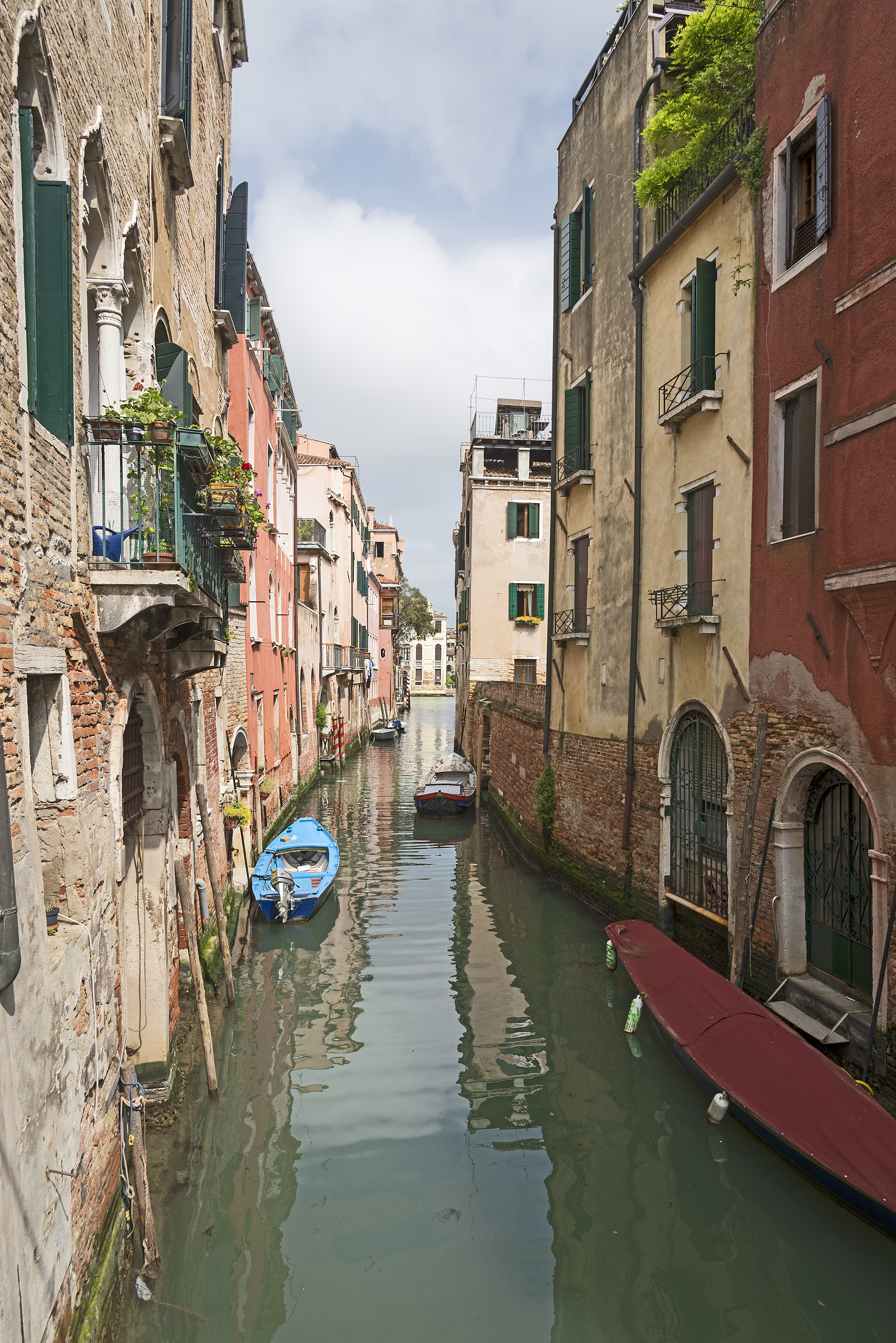
Le Rio vue du Ponte Malpaga vers le Grand Canal
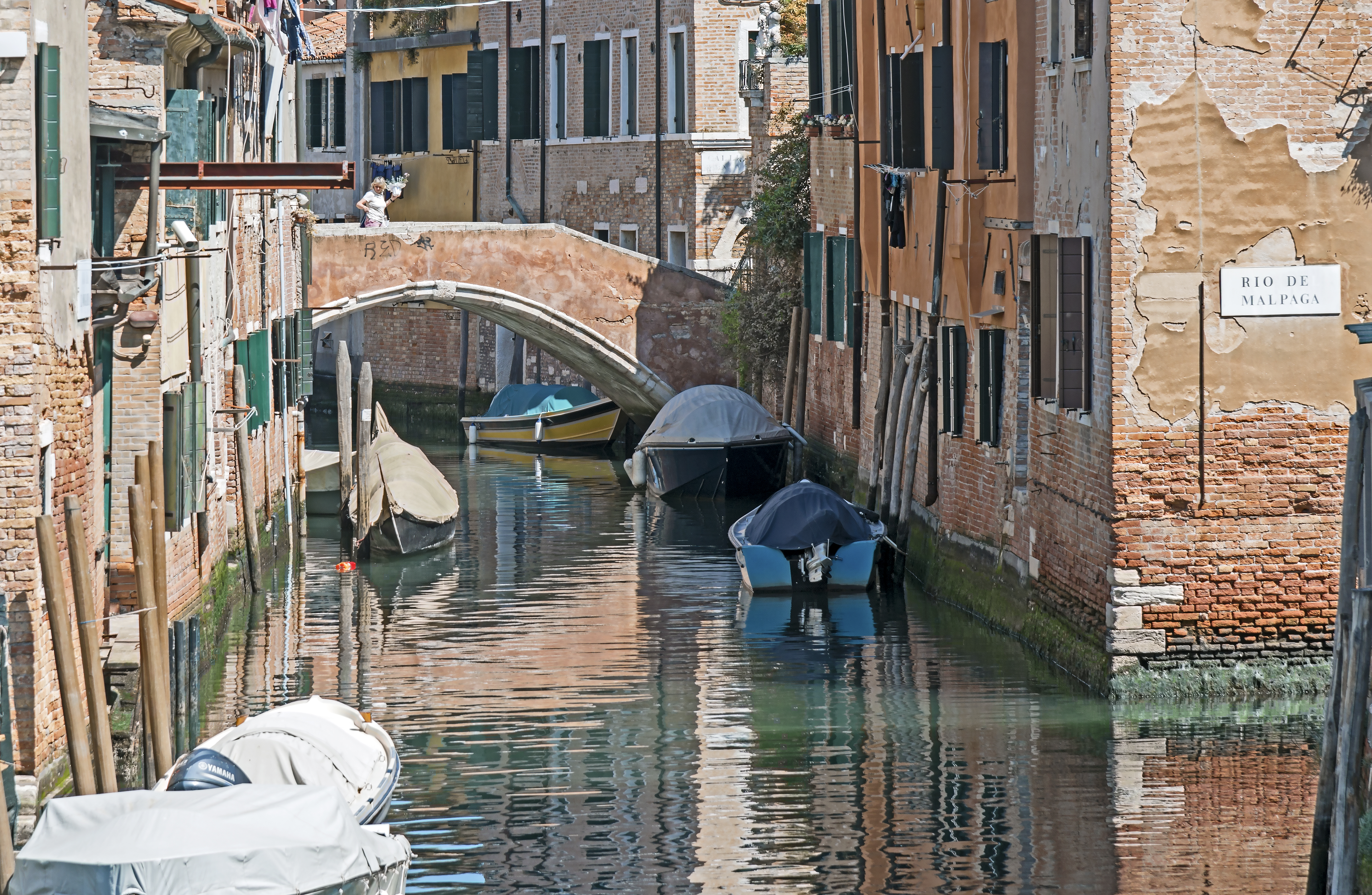
Début Rio del Malpaga dans le rio de l'Avogaria
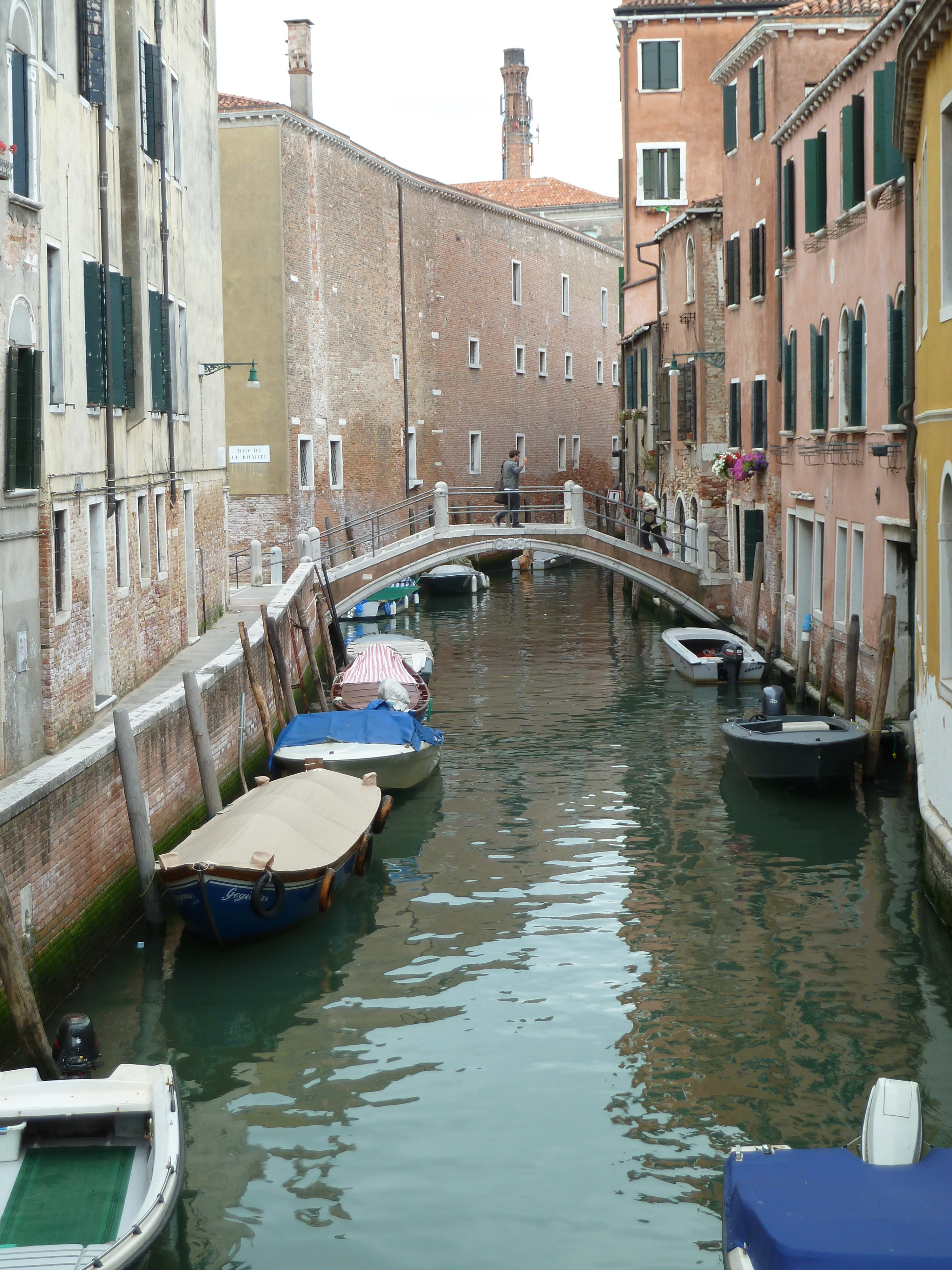
confluent du rio delle Eremite
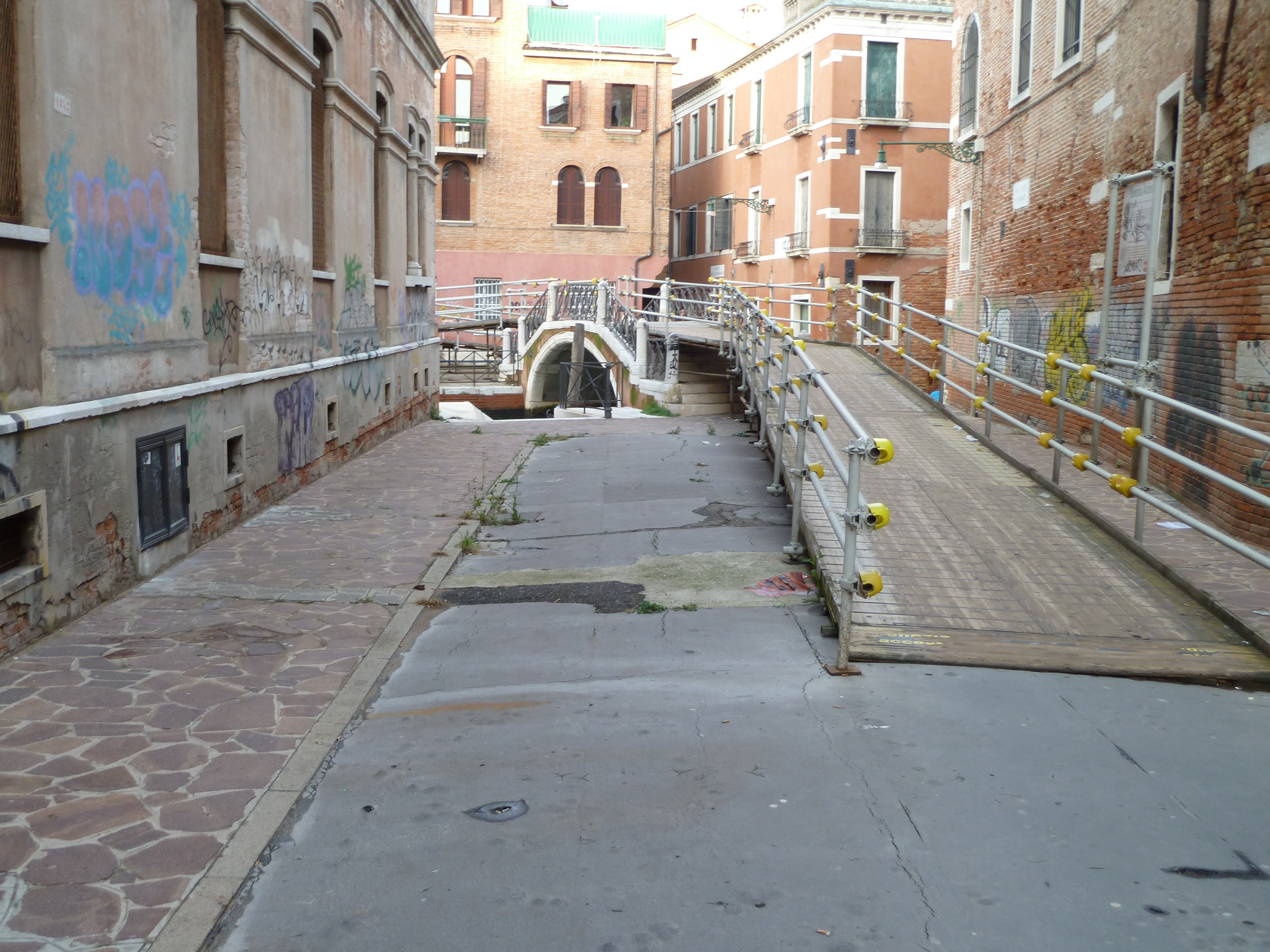
l' hôpital Giustinian (à l'arrière de l'église di Ognissanti)

## Ponts
Ce rio est traversé par (d'est en ouest) :

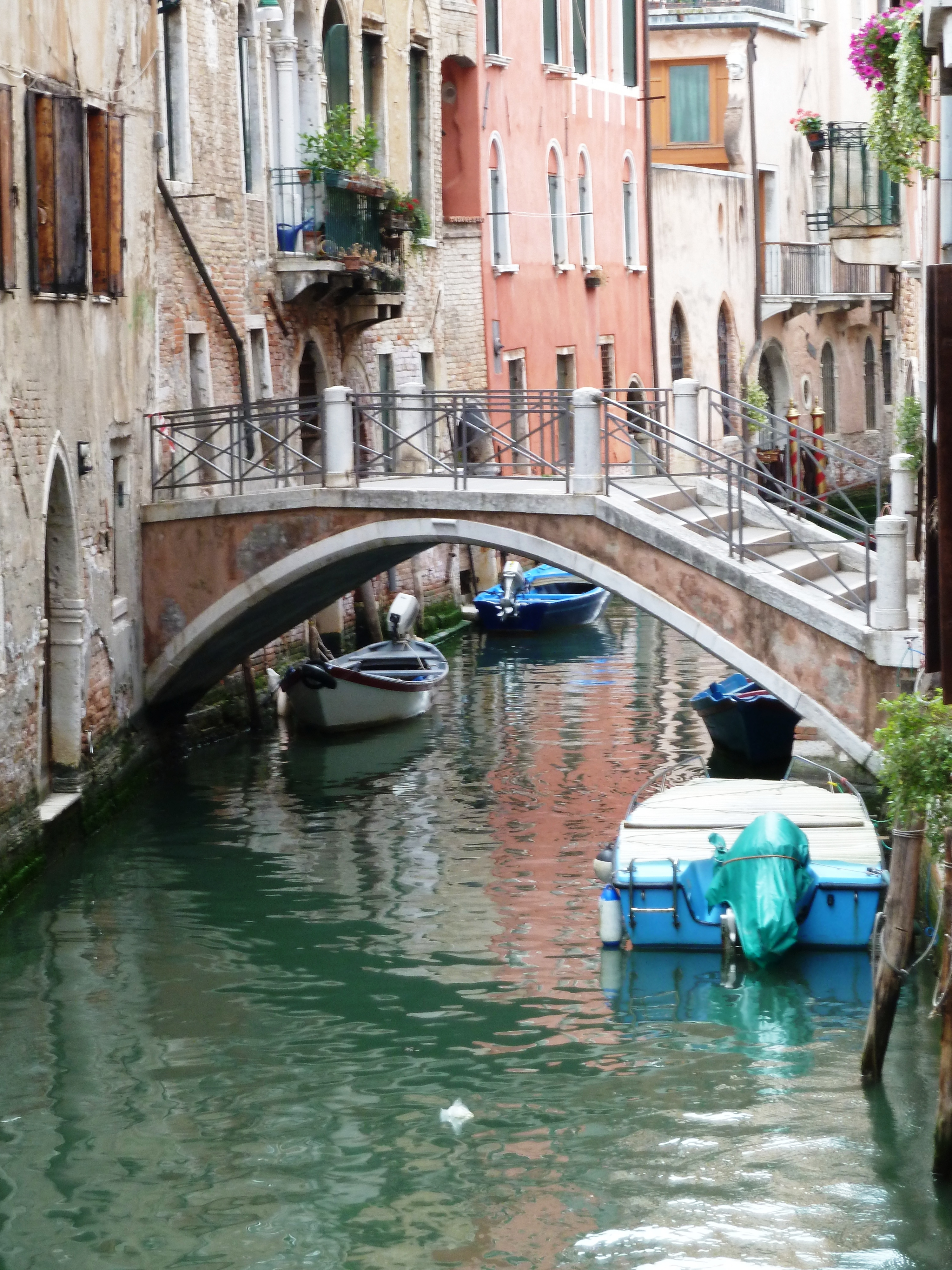
le Ponte Malpàga entre calle du même nom et Calle del Pistor ou del Lotto
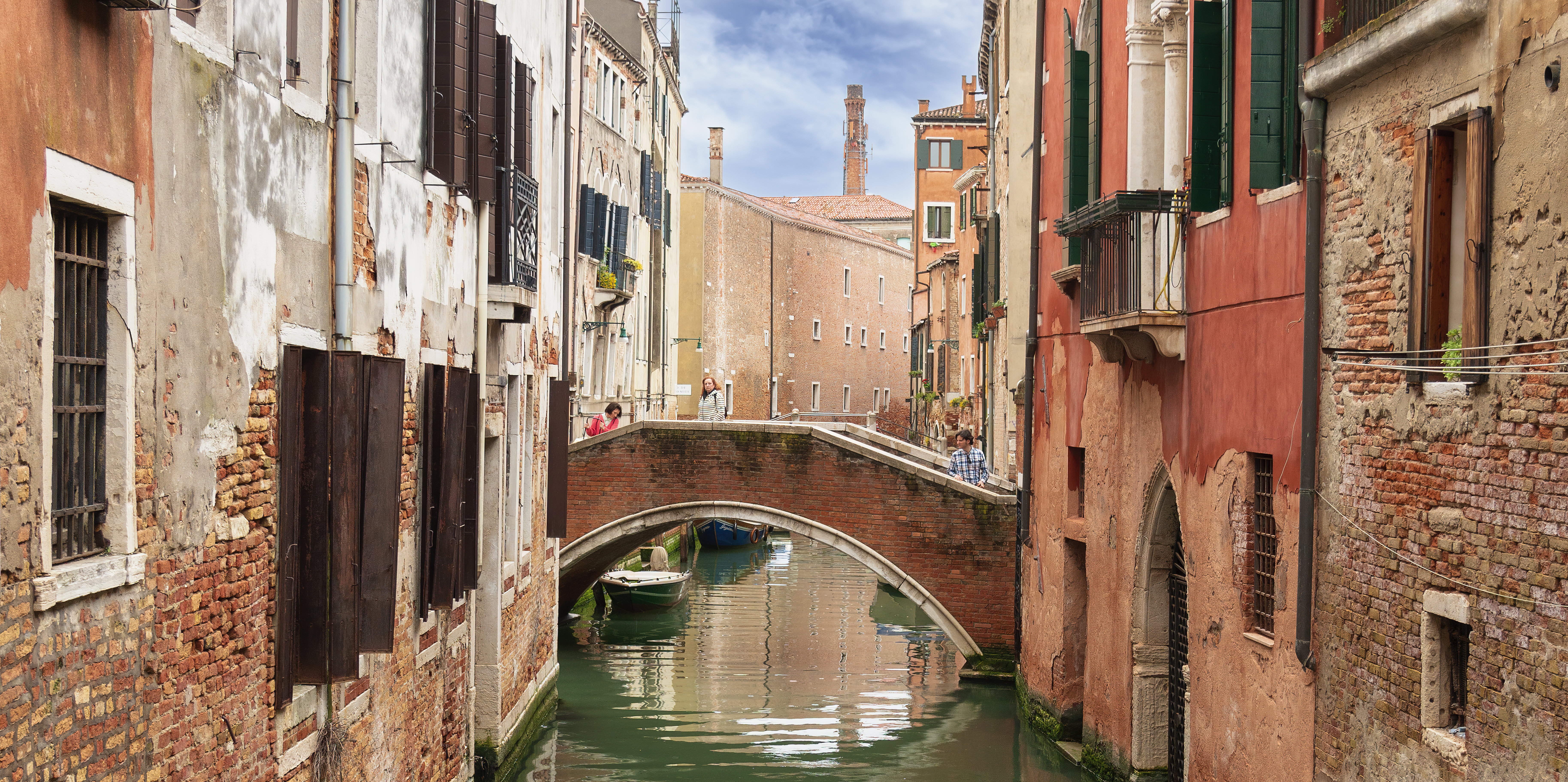
le Ponte Lombardo entre Fondamenta de la Toleta et la Calle et Sotoportego de San Barnaba
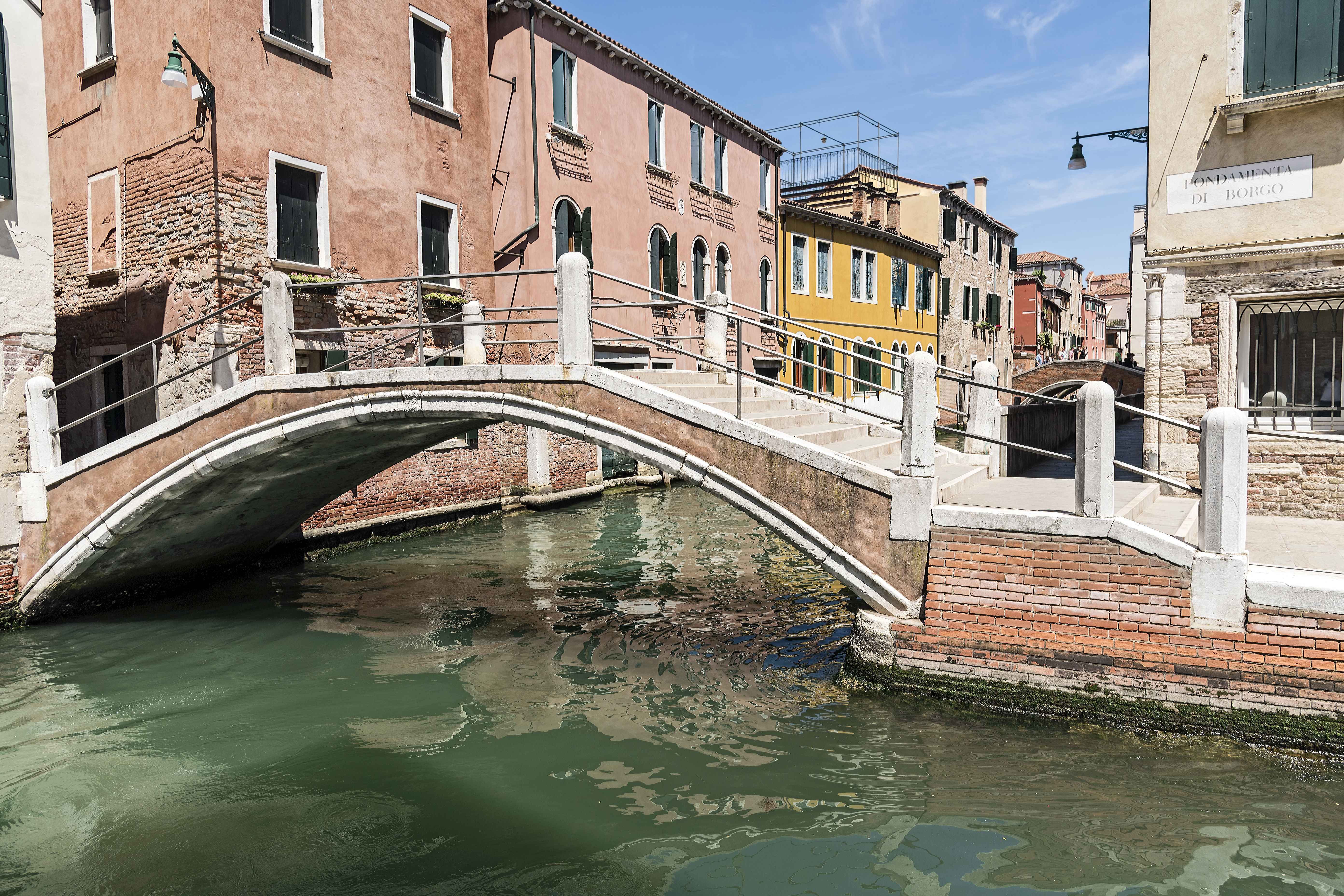
le Ponte de le Turchette entre calle du même nom et Fondamenta de Borgo. Avant d'établir une maison des catéchumènes, ici se trouva une colonie de prisonniers Ottomans, les Turchette
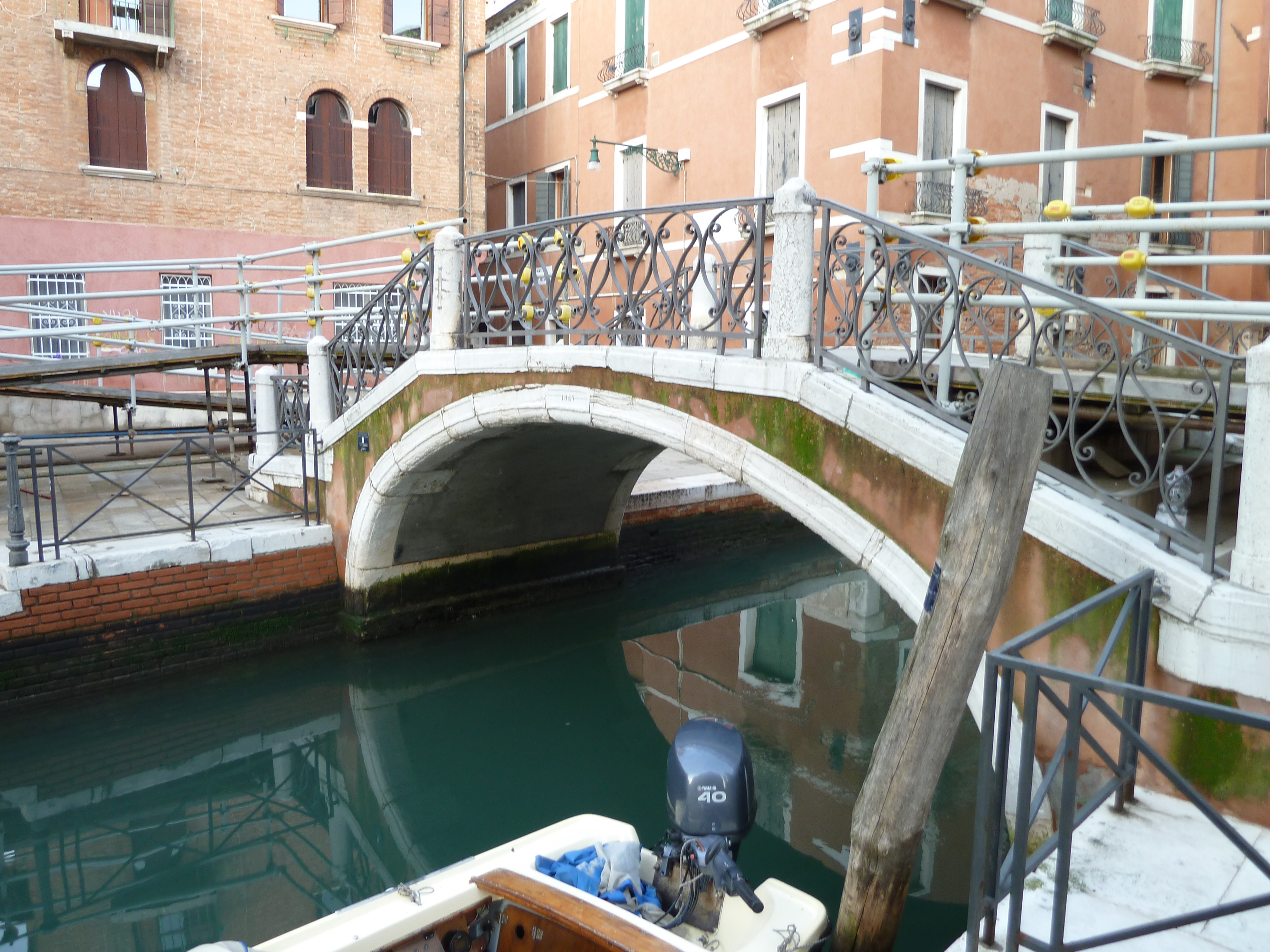
le Ponte Ognissanti entre Calle Nicolosi et Rio terà Ognissanti

## Curiosités
- Des scènes du film Braquage à l'italienne (2003) ont été tournées ici.